# 山内絢人
山内絢人（やまうち けんと、1988年 - ）は日本の起業家。Glocal Innovation Holdings代表取締役。

## 来歴
長野県飯田市生まれ。2007年 東京大学に入学。東大教養学部（前期課程）の1年次には増井良啓（租税法）のゼミで学んだ。東大法学部第3類（政治コース）在学中に国家公務員一種試験（法律）を合格。東京大学法学部第3類（政治コース）卒業。2011年 財務省入省。国際局国際機構課に配属。2015年7月 主計局調査課調査第二係長。2016年 ロンドン・ビジネススクール（ファイナンスコース）、ケンブリッジ大学（企業法コース）へ留学。金融学修士、企業法学修士を修得。2018年 主計局法規課を最後に財務省を退官。同年 Glocal Innovation Holdingsを創業（代表取締役）。